# Střelba na Robb Elementary School
Masová střelba na Robb Elementary School se odehrála 24. května 2022 krátce před polednem místního času. Osmnáctiletý útočník Salvador Ramos při ní zastřelil 21 lidí, z toho 19 dětí. Dalších 18 lidí včetně dvou zasahujících policistů útočník zranil předtím, než byl zastřelen příslušníkem pohraniční hlídky. Dětským obětem útoku bylo mezi 9 a 11 lety.
Střelba je co do počtu obětí třetí nejhorší střelbou na škole v USA a nejhorší školní střelbou od masakru na Sandy Hook Elementary School v prosinci 2012. Podle počtu obětí se zároveň jedná o pátou nejhorší masovou střelbu v dějinách Texasu.

## Střelba
Útočník nejprve těžce zranil svou babičku střelou do obličeje po předchozí hádce, krátce na to se vydal směrem k Robb Elementary School, přičemž několik desítek metrů od budovy školy havaroval. Po nehodě vstoupil kolem 11:30 místního času do areálu školy a o několik minut později vstoupil do budovy. Ještě před tím měl přes ulici vystřelit na dva přihlížející. Po vstupu do budovy školy prošel útočník dvěma chodbami a následně se zabarikádoval ve dvou třídách, ve kterých poté začal střílet na studenty i učitele. Ve třídách byl zabarikádován zhruba jednu hodinu, přičemž se zasahující policisté i přes naléhání přihlížejících rodičů žáků rozhodli budovu obklíčit a do třídy vstoupili až po přibližně sedmdesáti minutách. Na první zasahující policisty, kteří se krátce po vstupu útočníka do budovy dostali až ke dveřím jedné ze tříd, kam útočník vstoupil, Ramos opakovaně vystřelil a policisté se proto rozhodli ustoupit. Po vniknutí policistů do místnosti, v níž se útočník zabarikádoval, byl zastřelen.

## Útočník
Celým jménem Salvador Rolando Ramos se narodil 16. května 2004 v Severní Dakotě, nicméně žil v šestnáctitisícovém městě Uvalde na jihu Texasu, kde ke střelbě došlo. V Uvalde navštěvoval střední školu, kam ale příliš často v období před střelbou nedocházel. Pracoval v nedalekém řetězci s rychlým občerstvením Wendy's.
17. a 20. května 2022, pár dní po svých 18. narozeninách, si legálně zakoupil dvě poloautomatické pušky v místním obchodě se zbraněmi. Fotografie zbraní sdílel několik dní před střelbou na své sociální sítě. Několik minut před střelbou odeslal přes Facebook zprávy, ve kterých oznámil, že se chystá zabít svoji babičku a na školu zaútočit.
Podle Ramosova spolužáka měl být během dětství ve škole šikanován kvůli výraznému koktání a špatné finanční situaci jeho rodiny. Kvůli nedostatečné docházce nebyl schopen dokončit studium na místní střední škole, kterou navštěvoval, o čemž se měl mimo jiné pohádat v den útoku se svou babičkou.